# Bakonycsernye
Bakonycsernye (vyslovováno [bakoňčerně], slovensky Čerňa) je velká obec v Maďarsku v župě Fejér, spadající pod okres Mór. Nachází se asi 9 km jihozápadně od Móru. V roce 2015 zde žilo 2 952 obyvatel. Dle údajů z roku 2011 tvoří 81,5 % obyvatelstva Maďaři, 1,8 % Slováci, 1 % Romové, 0,5 % Němci a 0,3 % Rumuni.
Sousedními vesnicemi jsou Balinka, Nagyveleg, Súr a Szápár, sousedním městem Mór.